# Нео Хорио (окръг Пафос)
Нѐо Хорио̀ (на гръцки: Νέο Χωριό, Нѐо Хорьо̀) е село в Кипър, окръг Пафос. Според статистическата служба на Република Кипър през 2001 г. селото има 519 жители.
Намира се на 8 км западно от Полис.